# Кабардино-Балкарія

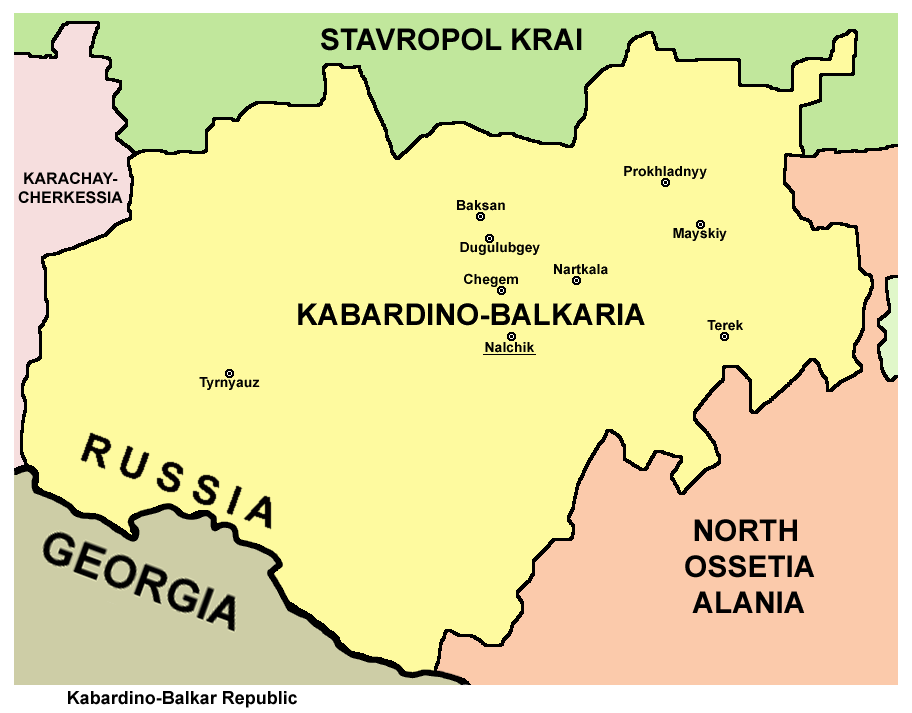

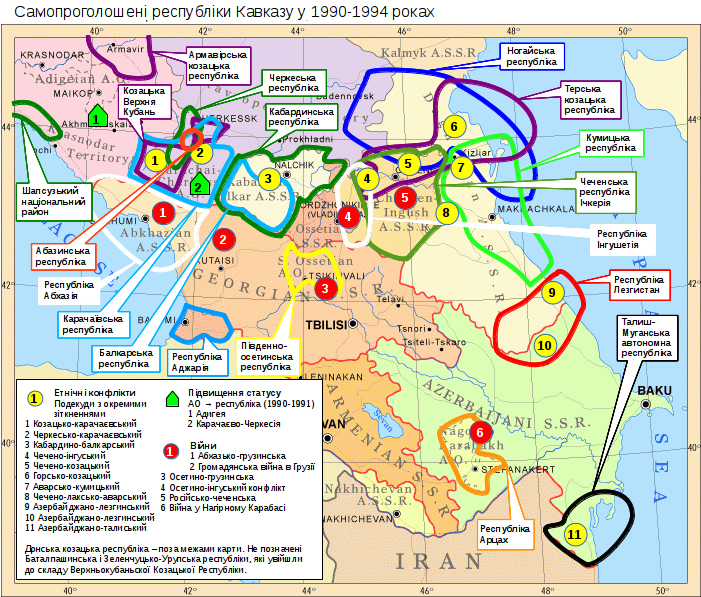
Кабардино-Балкарія на початку 1990-х

Кабарди́но-Балка́рська Респу́бліка (Кабарди́но-Балка́рія; рос. Кабардино-Балкарская Республика; кабард. Къэбэрдей-Балъкъэр Республикэ; карач.-балк. Къабарты-Малкъар Республика) — суб'єкт Російської Федерації, входить до складу Північно-Кавказького федерального округу.
Столиця — м. Нальчик.
Межує з Ставропольським краєм на півночі, Грузією на півдні , Карачаєво-Черкесією на заході і Північною Осетією на сході.
Утворено 1 вересня 1921.

## Географія
Республіка розташована в основному в горах Північного Кавказу, північна частина — на рівнині.
- Найвища точка: Ельбрус (5 642 м)
- Максимальна довжина з півночі на південь: 167 км
- Максимальна довжина зі сходу на захід: 123 км

### Річки
- Терек (623 км)
- Малка (216 км)
- Черек (131 км)
- Чегем (102 км)
- Аргудан
- Баксан
- Куркужин
- Лескен
- Урух
- Нальчик
- Урвань

### Озера
- Блакитні озера
- Тамбуканське озеро

## Історія
У 1922 була утворена Кабардино-Балкарська автономна область, в 1936 перетворена в АРСР. З 1992 — Кабардино-Балкарська Республіка.

## Населення
- Населення — 896,9 тис. осіб (2005)
- Щільність населення — 71,8 осіб/км² (2005)
- Питома вага міського населення — 58,9 % (2005)

| Народ                                         | Чисельність, 2002, тис. (* [Архівовано 24 січня 2012 у WebCite]) |
| --------------------------------------------- | ---------------------------------------------------------------- |
| Кабардинці                                    | 498,7 (55,3 %)                                                   |
| Росіяни                                       | 226,6 (25,1 %)                                                   |
| Балкарці                                      | 105,0 (11,6 %)                                                   |
| Осетини                                       | 9,8 (1,1 %)                                                      |
| Турки                                         | 8,8                                                              |
| Українці                                      | 7,6                                                              |
| Вірмени                                       | 5,3                                                              |
| Корейці                                       | 4,7                                                              |
| Чеченці                                       | 4,2                                                              |
| Німці                                         | 2,5                                                              |
| Цигани                                        | 2,4                                                              |
| Турки-месхетинці                              | 2,3                                                              |
| Азербайджанці                                 | 2,3                                                              |
| Лакці                                         | 1,8                                                              |
| Грузини                                       | 1,7                                                              |
| Карачаївці                                    | 1,3                                                              |
| Інгуші                                        | 1,2                                                              |
| Білоруси                                      | 1,2                                                              |
| Євреї                                         | 1,1                                                              |
| показані народи з чисельністю понад 1000 осіб |                                                                  |

## Адміністративний поділ
Міські округи
Баксан · Нальчик · Прохладний
Райони
- Баксанський
- Ельбруський
- Зольський
- Лескенський
- Майський
- Прохладненський
- Терський
- Урванський
- Чегемський
- Черецький

## Економіка
Основа економіки республіки — сільське господарство (зернові культури (пшениця, кукурудза, просо), технічні культури (соняшник, коноплі), тваринництво молочно-м'ясного напрямку), а також лісозаготівлі й видобуток вольфрамо-молібденових руд.

## Межі
Інгушетія не межує із Кабардино-Балкарією, попри те що наявність такої межі відзначено на офіційних сайтах обох республік. Інгушетію від КБР відокремлює вузька смуга землі, на якій розташоване селище з осетинською назвою Хурікау. Хоча ситуація із цим перешийком непроста, формально і юридично він відноситься до Північної Осетії.